# Blacus diversus
Blacus diversus är en stekelart som beskrevs av Van Achterberg 1988. Blacus diversus ingår i släktet Blacus och familjen bracksteklar. Inga underarter finns listade.